# Montemarciano
Montemarciano je italská obec na pobřeží Jaderského moře v oblasti Marche, provincii Ancona.

## Vývoj počtu obyvatel
Počet obyvatel